# Зонненберзьке графство
Зонненберзьке графство (нім. Grafschaft Sonnenberg) — автономне князівство в якому правили імперські графи династії Вальдбург (нім. Waldburg), розташоване на південному сході землі Баден-Вюртемберг (Німеччина) та навколо міста Зонненбург (Sonnenburg) в землі Форарльберг (Тіроль). Було васалом Священної Римської імперії.

## Історія
Зоненберзьке графство вперше згадується в історичних документах 1242 року.
Імператор Фрідрих III надав 11 серпня 1463 р. Зоненберзьке графство в управління роду князя Еберхарда I та його спадкоємцям, і надав їм титул «імперських графів».
Граф Еберхард I продав 31 серпня 1474 року Зоненберзьке графство за 34.000 гульдинів герцогу Сигізмунду Австрійському, правителю Інсбрука.
1511 року Зоненберзьке графство було захоплене імператором Максиміліаном I й остаточно увійшло до складу Австрійського ерцгерцогства.
Габсбурзькі монархи продовжували носити титул «графа Зоненберзького» в повному титулі королів та імператорів Австрії.